# نيكوس جيكاس
نيكوس جيكاس (باليونانية: Νίκος Γκίκας)‏ مواليد 22 نوفمبر 1990 في اليونان، هو لاعب كرة سلة يوناني. بدأ مسيرته الاحترافية في سنة 2008. يلعب في الدوري اليوناني لكرة السلة كلاعب هجوم خلفي. يحمل الرقم 8. يبلغ طوله 6 قدم 1.25 بوصة (1.9 م). لعب مع نادي أريس لكرة السلة ونادي فينتسبيلس لكرة السلة.

## روابط خارجية
- نيكوس جيكاس على موقع الدوري الأوروبي لكرة السلة (الإنجليزية)
- نيكوس جيكاس على موقع كرة السلة الأوروبية.كوم (الإنجليزية)
- نيكوس جيكاس على موقع DraftExpress.com (الإنجليزية)
- نيكوس جيكاس على موقع ريلجم (الإنجليزية)
- نيكوس جيكاس على موقع سبورتس رفرنس (الإنجليزية)